# Phyllactinia fraxini
Phyllactinia fraxini är en svampart som först beskrevs av Augustin Pyrame de Candolle, och fick sitt nu gällande namn av Fuss 1878. Phyllactinia fraxini ingår i släktet Phyllactinia och familjen Erysiphaceae.   Inga underarter finns listade i Catalogue of Life.